# Syntrichia austro-africana
Syntrichia austro-africana är en bladmossart som beskrevs av Richard Henry Zander 1993. Syntrichia austro-africana ingår i släktet skruvmossor, och familjen Pottiaceae. Inga underarter finns listade i Catalogue of Life.